# Шандру
Шандру (рум. Șandru) — село у повіті Муреш в Румунії. Входить до складу комуни Папіу-Іларіан.
Село розташоване на відстані 275 км на північний захід від Бухареста, 26 км на захід від Тиргу-Муреша, 53 км на південний схід від Клуж-Напоки, 145 км на північний захід від Брашова.